# Schoonspringen op de Olympische Zomerspelen 2008 (kwalificatie)
Deze pagina beschrijft de kwalificatie voor het schoonspringen op de Olympische Zomerspelen 2008.

## Disciplines
Er zijn 8 onderdelen waarbij een medaille te verdienen is:
- 3 meter plank, synchroonspringen voor mannen en voor vrouwen
- 10 meter toren, synchroonspringen voor mannen en voor vrouwen
- 3 meter plank, individueel voor mannen en voor vrouwen
- 10 meter platform, individueel voor mannen en voor vrouwen

## Kwalificatie
Elk Nationaal Olympisch Comité mag twee gekwalificeerde deelnemers uitzenden, ook mogen zij één team uitzenden naar de Olympische Spelen.
Het maximumaantal deelnemers is gesteld op 68 mannen en 68 vrouwen (136 in totaal).
De kwalificatietickets voor de verschillende disciplines worden als volgt verdeeld:
| Competitie                      | Datum                   | Locatie           | Individueel | Synchroon |
| ------------------------------- | ----------------------- | ----------------- | ----------- | --------- |
| WK zwemmen 2007                 | 17 maart - 1 april 2007 | Melbourne         | 12          | 3         |
| Wereldbeker schoonspringen 2008 | 19 - 24 februari 2008   | Peking            | 22          | 4         |
| Gastland ( China)               | Gastland ( China)       | Gastland ( China) |             | 1         |
| TOTAAL                          |                         |                   | 34          | 8         |

## Gekwalificeerde landen, samenvatting
| Land              | Synchroon  | Synchroon   | Synchroon   | Synchroon    | Individueel | Individueel | Individueel | Individueel  | Totaal | Totaal  |
| Land              | Mannen 3 m | Mannen 10 m | Vrouwen 3 m | Vrouwen 10 m | Mannen 3 m  | Mannen 10 m | Vrouwen 3 m | Vrouwen 10 m | Quotum | Sporter |
| ----------------- | ---------- | ----------- | ----------- | ------------ | ----------- | ----------- | ----------- | ------------ | ------ | ------- |
| Australië         | 1          | 1           | 1           | 1            | 2           | 2           | 2           | 2            | 12     | 8       |
| Brazilië          |            |             |             |              | 1           | 2           |             | 1            | 4      | 4       |
| Canada            | 1          |             |             | 1            | 2           | 2           | 2           | 2            | 10     | 9       |
| China             | 1          | 1           | 1           | 1            | 2           | 2           | 2           | 2            | 12     | 11      |
| Colombia          |            | 1           |             |              | 1           | 1           | 1           |              | 4      | 3       |
| Cuba              |            | 1           |             |              | 2           | 2           |             |              | 5      | 5       |
| Duitsland         | 1          | 1           | 1           | 1            | 2           | 1           | 2           | 2            | 11     | 11      |
| Filipijnen        |            |             |             |              |             | 1           | 1           |              | 2      | 2       |
| Finland           |            |             |             |              | 1           |             |             |              | 1      | 1       |
| Frankrijk         |            |             |             |              |             |             |             | 1            | 1      | 1       |
| Groot-Brittannië  | 1          | 1           | 1           | 1            | 1           | 2           | 1           | 2            | 10     | 12      |
| Hongarije         |            |             |             |              |             |             | 2           |              | 2      | 2       |
| Italië            |            |             | 1           |              | 2           | 1           | 2           | 2            | 8      | 8       |
| Japan             |            |             |             |              | 1           |             |             | 2            | 3      | 3       |
| Maleisië          |            |             |             |              |             | 1           | 2           | 1            | 4      | 4       |
| Mexico            |            |             |             | 1            | 1           | 2           | 2           | 2            | 8      | 7       |
| Noord-Korea       |            |             |             | 1            |             | 1           |             | 2            | 4      | 4       |
| Oekraïne          | 1          |             | 1           |              | 2           | 2           | 1           | 1            | 8      | 7       |
| Oostenrijk        |            |             |             |              | 1           |             | 1           | 1            | 3      | 3       |
| Roemenië          |            |             |             |              |             | 1           |             | 1            | 2      | 2       |
| Rusland           | 1          | 1           | 1           |              | 2           | 2           | 2           | 1            | 10     | 8       |
| Spanje            |            |             |             |              | 1           |             |             |              | 1      | 1       |
| Venezuela         |            |             |             |              | 1           |             |             |              | 1      | 1       |
| Verenigde Staten  | 1          | 1           | 1           | 1            | 2           | 2           | 2           | 2            | 12     | 11      |
| Wit-Rusland       |            |             |             |              | 1           | 2           | 1           |              | 4      | 4       |
| Zuid-Afrika       |            |             |             |              |             |             | 1           |              | 1      | 1       |
| Zweden            |            |             |             |              | 1           |             | 1           | 1            | 3      | 3       |
| Totaal: 27 landen | 8          | 8           | 8           | 8            | 29          | 29          | 28          | 28           | 146    | 136     |

## Mannen 3 m synchroonspringen
| Wedstrijd        | Datum          | Plaats    | Gekwalificeerd |
| ---------------- | -------------- | --------- | --- |
| WK 2007          | 17 mrt - 1 apr | Melbourne | Canada Despatie / Miranda Duitsland Schellenberg / Wels Verenigde Staten Dumais / Richeson                                 |
| Wereldbeker 2008 | 19 - 25 feb    | Peking    | Rusland Kunakov / Sautin Groot-Brittannië Swain / Robinson-Baker Oekraïne Lysenko / Zakharov Australië Newbery / Robertson |
| Gastland         |                |           | China Qin / Wang |
| TOTAAL           |                |           | 8 |

## Mannen 10 m synchroonspringen
| Wedstrijd        | Datum          | Plaats    | Gekwalificeerd |
| ---------------- | -------------- | --------- | --- |
| WK 2007          | 17 mrt - 1 apr | Melbourne | Rusland Dobroskok / Galperin Verenigde Staten Boudia / Finchum Cuba Guerra Oliva / Fornaris                          |
| Wereldbeker 2008 | 19 - 25 feb    | Peking    | Duitsland Hausding / Klein Groot-Brittannië Aldridge / Daley Australië Helm / Newbery Colombia Uran Salazar / Ortega |
| Gastland         |                |           | China Huo / Lin |
| TOTAAL           |                |           | 8 |

## Vrouwen 3 m synchroonspringen
| Competition      | Date           | Venue     | Qualifiers |
| ---------------- | -------------- | --------- | --- |
| WK 2007          | 17 mrt - 1 apr | Melbourne | Duitsland Kotzian / Fischer Australië Stratton / Cole Oekraïne Korolyova / Fedorova                                          |
| Wereldbeker 2008 | 19 - 25 feb    | Peking    | Rusland Pakhalina / Pozdnyakova Verenigde Staten Rittenhouse / Bryant Italië Batki / Dallape Groot-Brittannië Sage / Gerrard |
| Gastland         |                |           | China Wu / Guo |
| TOTAAL           |                |           | 8 |

## Vrouwen 10 m synchroonspringen
| Wedstrijd        | Datum          | Plaats    | Gekwalificeerd |
| ---------------- | -------------- | --------- | --- |
| WK 2007          | 17 mrt - 1 apr | Melbourne | Australië Cole / Wu Duitsland Gamm / Subschinski Canada Benfeito / Filion                                                  |
| Wereldbeker 2008 | 19 - 25 feb    | Peking    | Mexico Espinoza / Ortiz Noord-Korea Choe / Hong Groot-Brittannië McCarroll / Barrow Verenigde Staten Ishimatsu / Dunnichay |
| Gastland         |                |           | China Jia / Chen |
| TOTAAL           |                |           | 8 |

## Mannen 3 m schoonspringen
| Wedstrijd        | Datum          | Plaats    | Gekwalificeerd |
| ---------------- | -------------- | --------- | --- |
| WK 2007          | 17 mrt - 1 apr | Melbourne | China Qin Kai Canada Alexandre Despatie Rusland Dmitry Sautin Japan Ken Terauchi Rusland Aleksandr Dobroskok China He Chong Verenigde Staten Troy Dumais Brazilië Cesar Castro Oekraïne Dmytro Lysenko Wit-Rusland Siarhei Kuchmasau Cuba Jorge Betancourt Italië Nicola Marconi |
| Wereldbeker 2008 | 19 - 25 feb    | Peking    | Mexico Yahel Castillo Duitsland Pavlo Rozenberg Oekraïne Ilja Kvasja Verenigde Staten Christopher Colwill Duitsland Andreas Wels Colombia Juan Uran Salazar Oostenrijk Constantin Blaha Australië Matthew Mitcham Finland Joona Puhakka Italië Tommaso Marconi Cuba Jorge Pupo Canada Reuben Daniel Ross Spanje Javier Illana Groot-Brittannië Benjamin Swain Venezuela Ramon Fumado Australië Scott Robertson Zweden Magnus Frick Zuid-Korea Son Seung Chel* Griekenland Stefanos Paparounas* Griekenland Alexandros Manos* Mexico Omar Ojeda* Venezuela Emilio Colmenarez* |
| TOTAAL           |                |           | tot 34 |

* aangewezen door de FINA, zonder het maximumaantal deelnemers te overschrijven

## Mannen 10 m schoonspringen
| Wedstrijd        | Datum          | Plaats    | Gekwalificeerd |
| ---------------- | -------------- | --------- | --- |
| WK 2007          | 17 mrt - 1 apr | Melbourne | Rusland Gleb Galperin China Zhou Luxin China Lin Yue Rusland Dmitriy Dobroskok Mexico Rommel Pacheco Cuba Jose Guerra Oliva Maleisië Bryan Nickson Lomas Canada Alexandre Despatie Wit-Rusland Vadim Kaptur Groot-Brittannië Peter Waterfield Canada Riley McCormick Italië Francesco Dell'Uomo |
| Wereldbeker 2008 | 19 - 25 feb    | Peking    | Duitsland Sascha Klein Verenigde Staten David Boudia Australië Matthew Mitcham Colombia Juan Uran Salazar Groot-Brittannië Thomas Daley Oekraïne Anton Zakharov Oekraïne Kostyantyn Milyayev Cuba Jeinkel Aguirre Australië Robert Newbery Mexico German Sanchez Noord-Korea Kim Chon Man Verenigde Staten Thomas Finchum Brazilië Hugo Parisi Brazilië Cassius Duran Wit-Rusland Aliaksandr Varlamau Filipijnen Rexel Ryan Fabriga Roemenië Constantin Popovici Duitsland Norman Becker* Griekenland Sotirios Trakas* Zweden Christofer Eskilsson* Zuid-Korea Kim Jin Yong* Zwitserland Jean-Romain Delaloye* |
| TOTAAL           |                |           | tot 34 |

* aangewezen door de FINA, zonder het maximumaantal deelnemers te overschrijven

## Vrouwen 3 m schoonspringen
| Wedstrijd        | Datum          | Plaats    | Gekwalificeerd |
| ---------------- | -------------- | --------- | --- |
| WK 2007          | 17 mrt - 1 apr | Melbourne | China Guo Jingjing China Wu Minxia Italië Tania Cagnotto Zweden Anna Lindberg Rusland Yuliya Pakhalina Verenigde Staten Nancilea Marie Foster Duitsland Katja Dieckow Canada Blythe Hartley Mexico Laura Sanchez Verenigde Staten Kelci Marie Bryant Rusland Anastasia Pozdnyakova Australië Briony Cole |
| Wereldbeker 2008 | 19 - 25 feb    | Peking    | Australië Sharleen Stratton Oekraïne Olena Fedorova Hongarije Nora Barta Canada Jennifer Abel Wit-Rusland Darya Romenskaya Duitsland Ditte Kotzian Oostenrijk Veronika Kratochwil Filipijnen Sheila Mae Perez Colombia Diana Pineda Zuleta Italië Maria Marconi Zuid-Afrika Jenna Louise Dreyer Mexico Jashia Luna Groot-Brittannië Jodie McGroarty Maleisië Elizabeth Jimie Hongarije Gyongyver Kormos Maleisië Leong Mun Yee Oekraïne Miriya Voloshchenko* Spanje Jenifer Benitez* Finland Saara Haapanen* Spanje Leyre Eizaguirre* Frankrijk Clemence Monnery* Puerto Rico Angelique Rodriguez* |
| TOTAAL           |                |           | tot 34 |

* aangewezen door de FINA, zonder het maximumaantal deelnemers te overschrijven

## Vrouwen 10 m schoonspringen
| Wedstrijd        | Datum          | Plaats    | Gekwalificeerd |
| ---------------- | -------------- | --------- | --- |
| WK 2007          | 17 mrt - 1 apr | Melbourne | China Wang Xin China Chen Ruolin Duitsland Christin Steuer Verenigde Staten Laura Ann Wilkinson Canada Emilie Heymans Frankrijk Claire Febvay Mexico Paola Espinoza Oostenrijk Anja Richter Duitsland Annett Gamm Italië Valentina Marocchi Australië Melissa Wu Canada Roseline Filion |
| Wereldbeker 2008 | 19 - 25 feb    | Peking    | Australië Loudy Wiggins Japan Mai Nakagawa Mexico Tatiana Ortiz Verenigde Staten Haley Ishimatsu Groot-Brittannië Stacie Powell Oekraïne Iuliia Prokopchuk Groot-Brittannië Brooke Graddon Roemenië Ramona Ciobanu Japan Risa Asada Noord-Korea Kim Un Hyang Italië Tania Cagnotto Rusland Tatiana Perunina Noord-Korea Hong In Sun Brazilië Juliana Veloso Maleisië Pandelela Rinong Zweden Elina Eggers Frankrijk Audrey Labeau* Griekenland Eftychia Pappa-Papavasilopoulou* Cuba Annia Rivera* Nederland Iris Janssen* Hongarije Melinda Matyas* Indonesië Shenny Ratna Amelia* |
| TOTAAL           |                |           | tot 34 |

* aangewezen door de FINA, zonder het maximumaantal deelnemers te overschrijven
Atletiek · 
Badminton · 
Basketbal · 
Boksen · 
Boogschieten · 
Gewichtheffen ·
Gymnastiek · 
Handbal · 
Hockey · 
Honkbal · 
Judo · 
Kanovaren · 
Moderne vijfkamp · 
Paardensport · 
Roeien ·
Schermen · 
Schietsport ·
Schoonspringen ·
Softbal ·
Synchroonzwemmen ·
Taekwondo ·
Tafeltennis ·
Tennis ·
Triatlon ·
Voetbal · 
Volleybal ·
Waterpolo ·
Wielersport · 
Worstelen ·
Zeilen ·
Zwemmen